# Asnières-sur-Vègre

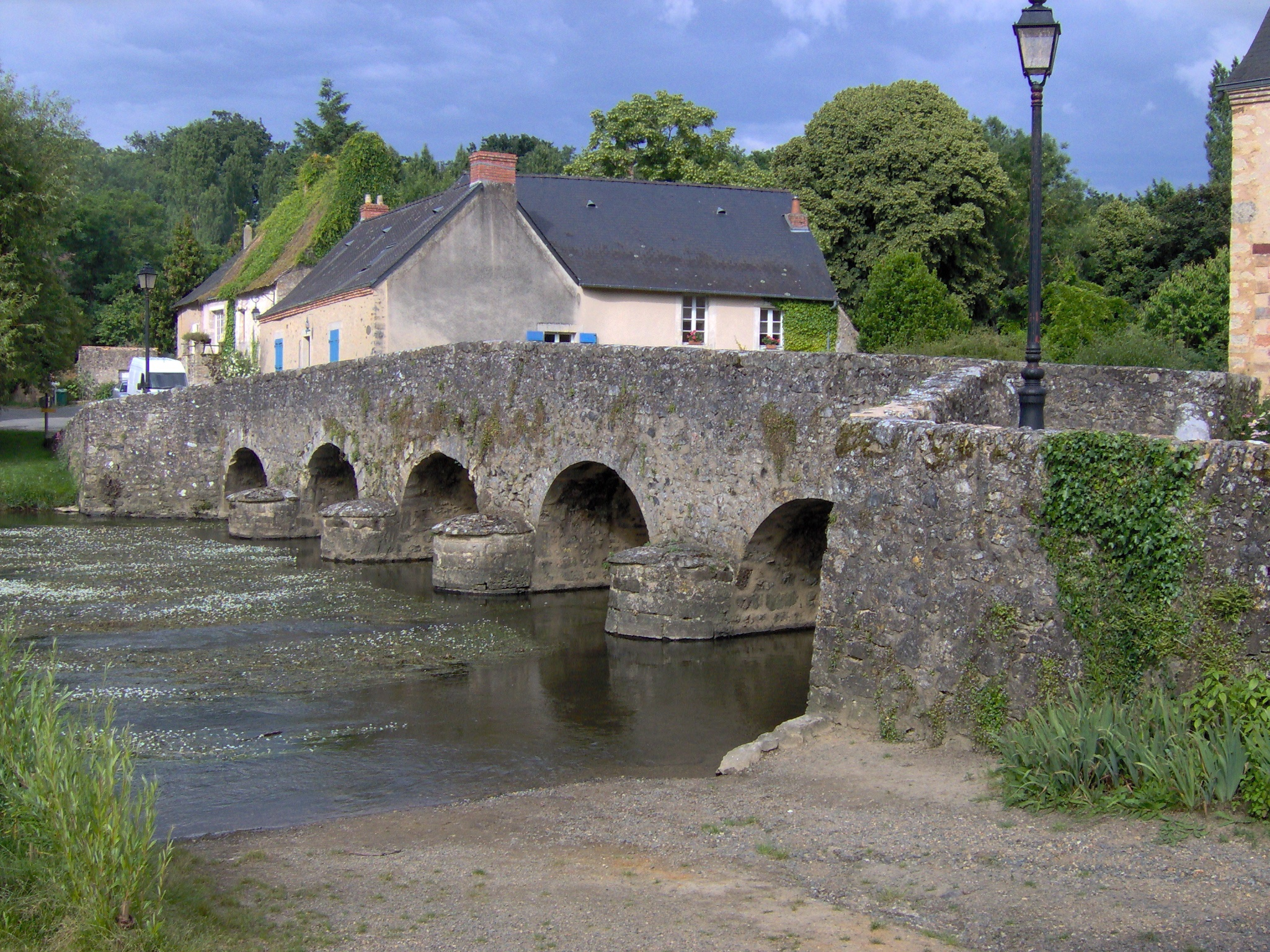
Cầu ở Asnières

Asnières-sur-Vègre' là một xã thuộc tỉnh Sarthe trong vùng Pays-de-la-Loire tây bắc nước Pháp. Xã này nằm ở khu vực có độ cao từ 30-75 mét trên mực nước biển.